# 永定门
39°52′17″N 116°23′59″E / 39.8713°N 116.3998°E

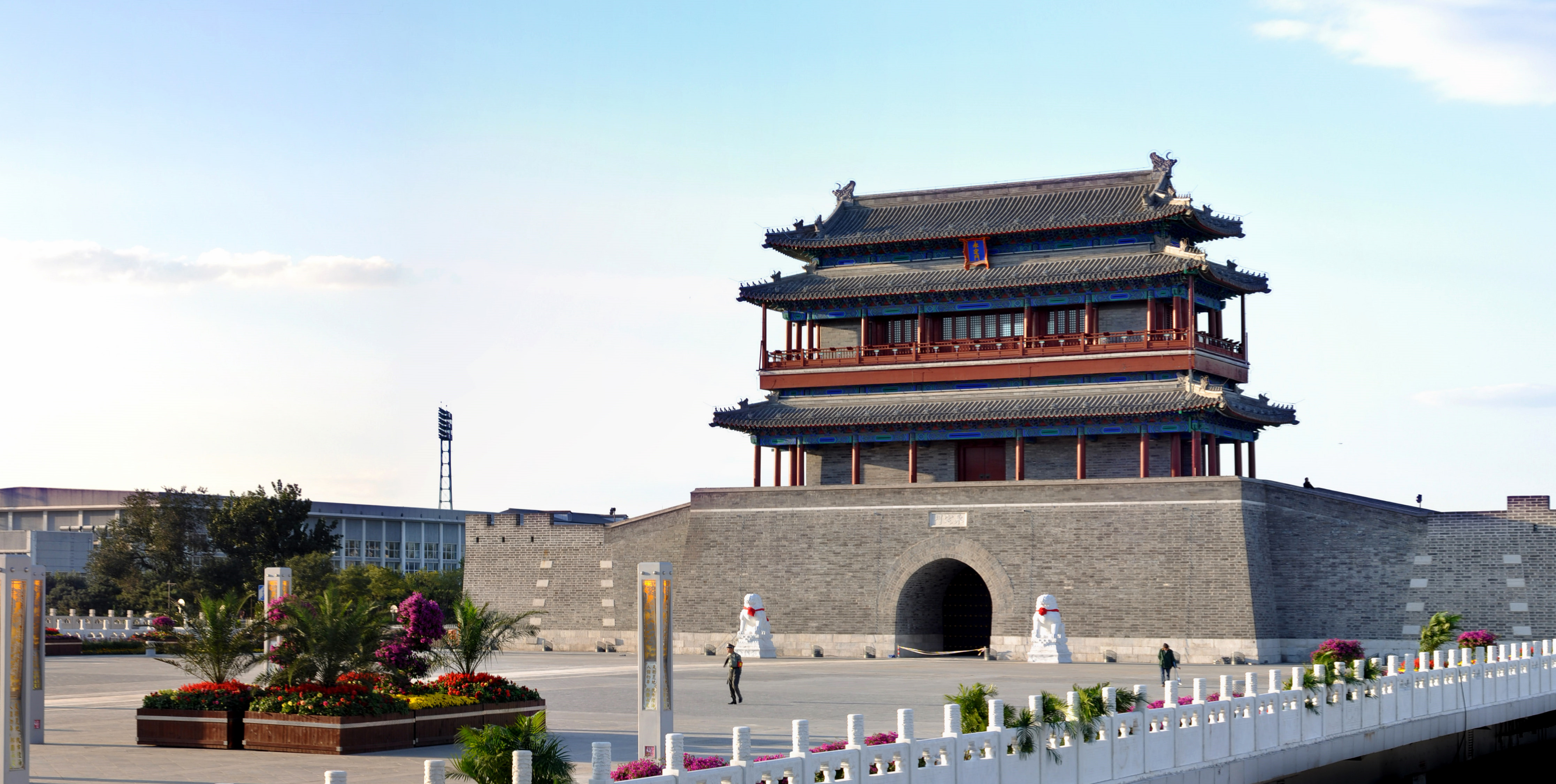
永定门及南广场，2009年10月

永定门是北京外城的正门，位于外城南垣正中，北京中轴线上。

## 历史
始建于明嘉靖三十二年（1553年），寓意为“永远安定”。城楼为两层，面阔五间（24米），进深二间（10.5米），绿琉璃剪边灰筒瓦重檐歇山顶。城楼下为城台，前为1544年增建的瓮城，东西宽42米，南北深36米。清乾隆三十二年（1767年）曾重建，将城台加高至26米，重建瓮城，在瓮城正面增建单层箭楼（辟两层箭窗）。箭楼规制甚小，面阔仅三间（12.8米），进深一间（6.7米），单檐歇山顶灰瓦。瓮城为方形，东西宽42米，南北深36米，外侧两端抹为圆角。箭楼辟两层箭孔，南面每层7个，东西每层3个。箭楼城台下辟单孔券门。
1900年八国联军占领北京后，拆除永定门西侧部分城墙，将原在城外马家堡的京津铁路终点站移至天坛。1901年修建前门火车站时又在城门东侧增开豁口，铺设新路轨。1951年为改善永定门交通，拆除了瓮城和东西两侧的城墙。城门及箭楼于1957年被拆除。

## 重建
2003年，在北京市人大代表的提议下，为了恢复北京中轴线的城市规划和景观，在原址重建了永定门城楼。2005年，完成了城楼的彩绘，永定门采用雅五墨旋子彩画。2009年9月，永定门南广场落成，总占地面积2.2公顷，跨越北京护城河和南二环。
永定门城楼于2005年9月复建后即由东城区管理使用并且对外开放。自2007年起，由东城区文化委员会、东城区旅游局、永定文化交流促进会共同使用。复建后的永定门城楼建筑面积522平方米。2011年12月，永定门城楼被列为北京市东城区普查登记文物。截至2013年，永定门城楼90%以上的使用面积对外开放，承担旅游咨询、游客观光、中轴文化展陈的功能。
2024年7月27日，永定門作为「北京中轴线——中国理想都城秩序的杰作」的组成部分，入選世界遗产。

## 延伸阅读
- 喜仁龙，北京的城墙和城门，北京燕山出版社，1985年